# Daubentonia robusta
Daubentonia robusta – wymarły gatunek palczaka, znany również jako giant aye-aye lub palczak olbrzymi, spokrewniony z palczakiem madagaskarskim (Daubentonia madagascariensis). Gatunek niemal identyczny, jednak 2,5–5 razy od niego cięższy – masa jego ciała jest szacowana na 6,7–13,5 kg. Zamieszkiwał południowo-zachodnie tereny Madagaskaru. W znalezionych zębach tego palczaka stwierdzono obecność wywierconych otworów, co sugeruje, że D. robusta występowały jeszcze w czasach, kiedy pierwsi ludzie przybyli na Madagaskar (prawdopodobnie pomiędzy II a V wiekiem naszej ery), i że były łowione przez ludzi.